# Dr. Seuss' How The Grinch Stole Christmas! The Musical
Dr. Seuss' How The Grinch Stole Christmas! The Musical o How the Grinch Stole Christmas! The Musical è un musical con colonna sonora di Mel Marvin e libretto di Timothy Mason, portato al debutto a Minneapolis nel 1994. Il musical è tratto dal racconto del Dr. Seuss Il Grinch e alla partitura originale di Marvin è stata aggiunta la canzone "You're A Mean One, Mr Grinch" scritta da Albert Hague per il film d'animazione del 1966 Come il Grinch rubò il Natale.

## Trama
L'anziano cane Max racconta un fatto avvenuto quando era un cucciolo e viveva a Monte Briciolaio con il Grinch, uno strano Chi che odia il Natale a causa di cattive esperienze durante l'infanzia. Infastidito dalle celebrazioni natalizie imminenti, una volta il Grinch decise di guastare la festa a tutti rubando il Natale. Per farlo, si traveste da Babbo Natale e la sera della vigilia si intrufola nelle case dei Chi e ruba ogni dono, addobbo o lucina e li porta con sé su Monte Briciolaio per distruggere tutto gettando la refurtiva in un burrone.
Appena prima di scagliare il bottino giù dal fianco della montagna, il Grinch sente i Chi che cantano dalla città: ma i suoni che sente non sono pianti e lamentale, ma canti gioiosi. Nel Grinch nasce il pensiero che il Natale possa essere quindi qualcosa che non si può acquistare in un negozio, ma qualcosa di più profondo e importante. L'epifania ha lo sconvolgente effetto di fargli aumentare il cuore di tre taglie: il Grinch si ravvede e torna in città con la refurtiva, viene perdonato tra i Chi e si unisce definitivamente a loro per celebrare il Natale.

## Brani musicali
- Who Likes Christmas? – Chi
- This Time of Year – Max da vecchio & Max da cucciolo
- I Hate Christmas Eve – Grinch, Max cucciolo e i Chi
- Whatchama Who – Grinch e Chi
- Welcome, Christmas† – Chi
- I Hate Christmas Eve (Reprise) – Grinch
- It's the Thought That Counts – Chi
- One of a Kind – Grinch
- Now's the Time – Papa Who, Mama Who, Grandma Who, Grandpa Who
- You're a Mean One, Mr. Grinch† – Max da vecchio, Max da cucciolo & Grinch
- Santa for a Day – Cindy Lou Who & Grinch
- You're a Mean One, Mr. Grinch (Reprise)† – Max da vecchio
- Who Likes Christmas? (Reprise) – Chi
- One of a Kind (Reprise) – Max da cucciolo, Grinch & Cindy Lou Who
- This Time of Year (Reprise) – Max da vecchio
- Welcome, Christmas (Reprise)† – Chi
- Santa For a Day (Reprise) – Cast
- Who Likes Christmas? (Reprise) – Cast

† canzoni non originali composte da Albert Hague per il film TV d'animazione Come il Grinch rubò il Natale

## Storia delle rappresentazioni
Dr. Seuss' How the Grinch Stole Christmas! The Musical esordì al Children's Theatre Company nel 1994, diretto e coreografato da John DeLuca. Il musical si rivelò un successo e fu riproposto sulle scene di Minneapolis anche nella stagione natalizia del 1995 e del 1998. Nel 1998 il musical fu portato in scena all'Old Globe Theatre di San Diego, con la regia di Jack O'Brien e una giovane Vanessa Anne Hudgens nel ruolo di Cindy Lou Who. Il musical si rivelò ancora una volta un buon successo di pubblico e divenne un evento annuale per l'Old Globe Theatre, che lo ripropose per ogni stagione invernale dal 1998 al 2003.
Il musical debuttò a Broadway l'8 novembre 2007, in cartellone al Lyric Theatre fino al 7 gennaio 2007. Patrick Page interpretava il Grinch, mentre John Cullum recitava nel ruolo di Max da anziano; la regia era di Matt August. Fu lo spettacolo di Broadway che incassò di più durante la prima settimana di dicembre e l'anno successivo fu riproposto a Broadway durante la stagione delle festività, questa volta al St. James Theatre. Patrick Page tornò ad interpretare il Grinch, questa volta accanto al Max di Andrew Keenan-Bolger.
Da allora Dr. Seuss' How the Grinch Stole Christmas! The Musical è stato riproposto in innumerevoli tour statunitensi e produzioni internazionali, a partire dal tour statunitense del 2008 con Stefán Karl Stefánsson nel ruolo del Grinch. Ogni anno tra il 2010 e il 2015 vide una nuova tournée americana del musical, portato in scena nel corso degli anni nelle maggiori città statunitensi, tra cui Houston, Dallas, San Francisco, Detroit, Chicago, Seattle, Denver, Orlando e New York. Stefán Karl tornò ad interpretare il Grinch nei tour del 2010, 2011, 2012, 2013 e 2015, mentre Shuler Hensley ricoprì la parte nella tournée del 2014. Nel 2018 il musical fu portato in scena all'Hulu Theater del Madison Square Garden con Gavin Lee nel ruolo del Grinch. La prima britannica del musical avvenne nel 2019, quando il musical fu portato in tournée delle principali città inglesi e scozzesi.

## Adattamenti
Nel dicembre 2020 la NBC ha trasmesso dal vivo un adattamento cinematografico del musical con Matthew Morrison (Grinch), Denis O'Hare (Max), Booboo Stewart (Max da cucciolo), Gary Wilmot (Nonno Who) e Claire Machin (Nonna Who).